# Aníbal Moreira
Aníbal de Jesús Moreira (Luanda, 17 de setembro de 1966) é um ex-jogador e treinador angolano de basquetebol. Comandou a seleção angolana feminina nos Jogos Olímpicos de Verão de 2012, em Londres, tendo levado a equipa à décima segunda posição.[carece de fontes?]